# 수코두스
수코두스(Suchodus)는 중생대 쥐라기 중기부터 후기까지 지금의 영국과 프랑스 지역에서 살았던 해양 악어이다. 몸길이는 3.3 ~ 4.7 m (11 ~ 15 ft) 사이로 추정된다.